# Zoltán Nemere
Zoltán Nemere (Bokod, 20 de abril de 1942-Felgyő, 6 de mayo de 2001) fue un deportista húngaro que compitió en esgrima, especialista en la modalidad de espada.
Participó en dos Juegos Olímpicos de Verano en los años 1964 y 1968, obteniendo dos medallas, oro en Tokio 1964 y oro en México 1968. Ganó seis medallas en el Campeonato Mundial de Esgrima entre los años 1963 y 1971.

## Palmarés internacional
| Juegos Olímpicos   | Juegos Olímpicos          | Juegos Olímpicos  | Juegos Olímpicos   |
| Año                | Lugar                     | Medalla           | Prueba             |
| ------------------ | ------------------------- | ----------------- | ------------------ |
| 1964               | Tokio (Japón)             | Medalla de oro    | Espada por equipos |
| 1968               | Ciudad de México (México) | Medalla de oro    | Espada por equipos |
| Campeonato Mundial |                           |                   |                    |
| Año                | Lugar                     | Medalla           | Prueba             |
| 1963               | Danzig (Polonia)          | Medalla de bronce | Espada por equipos |
| 1965               | París (Francia)           | Medalla de oro    | Espada individual  |
| 1967               | Montreal (Canadá)         | Medalla de bronce | Espada por equipos |
| 1969               | La Habana (Cuba)          | Medalla de plata  | Espada por equipos |
| 1970               | Ankara (Turquía)          | Medalla de oro    | Espada por equipos |
| 1971               | Viena (Austria)           | Medalla de oro    | Espada por equipos |